# Silver Lake (Caroline du Nord)
Pour les articles homonymes, voir Silver Lake.
Silver Lake est une census-designated place située dans le comté de New Hanover, dans l’État de Caroline du Nord, aux États-Unis. Lors du recensement de 2020, elle comptait 6 500 habitants.